# Xenoturbella
Xenoturbella Westblad, 1949 è un genere di animali scoperto nel 1915 nei fondali oceanici e che si nutre di molluschi.
Fa parte di un phylum nuovo, in fase di definizione, gli Xenacoelomorpha. Recenti ricerche hanno individuato 7 specie appartenenti a questo genere.
Le specie vanno dai 2,5 cm fino a oltre 20 cm e sono state individuate a profondità dai 600 fino ai 370 metri.
Fra le specificità di questo animale ci sono quelle di non possedere nessuno dei seguenti organi: occhi, branchie, cervello (sebbene possegga un sistema nervoso diffuso), reni, ano e intestino; e di essere probabilmente fra i più antichi organismi animali sulla Terra.